# Wolffia microscopica
Wolffia microscopica là một loài thực vật có hoa trong họ Ráy (Araceae). Loài này được (Griff.) Kurz miêu tả khoa học đầu tiên năm 1867.